# العلاقات النمساوية الإريترية
العلاقات النمساوية الإريترية هي العلاقات الثنائية التي تجمع بين النمسا وإريتريا.

## مقارنة بين البلدين
هذه مقارنة عامة ومرجعية للدولتين:
| وجه المقارنة                                              | النمسا                                                    | إريتريا                                      |
| --------------------------------------------------------- | --------------------------------------------------------- | -------------------------------------------- |
| المساحة (كم2)                                             | 83.86 ألف                                                 | 117.60 ألف                                   |
| عدد السكان (نسمة)                                         | 8.81 مليون                                                | 6.33 مليون                                   |
| الكثافة السكانية (ن./كم²)                                 | 105.06                                                    | 53.83                                        |
| العاصمة                                                   | فيينا                                                     | أسمرة                                        |
| اللغة الرسمية                                             | اللغة الألمانية، لغة الإشارة النمساوية ‏                   | اللغة التغرينية، اللغة العربية، لغة إنجليزية |
| العملة                                                    | يورو، شلن نمساوي، رايخ مارك، شلن نمساوي                   | ناكفا                                        |
| الناتج المحلي الإجمالي (بليون دولار)                      | 416.60 مليار                                              | 2.61 مليار                                   |
| الناتج المحلي الإجمالي (تعادل القوة الشرائية) بليون دولار | 426.99 مليار                                              |                                              |
| الناتج المحلي الإجمالي الاسمي للفرد دولار أمريكي          | 43.77 ألف                                                 |                                              |
| الناتج المحلي الإجمالي للفرد دولار أمريكي                 | 47.68 ألف                                                 |                                              |
| مؤشر التنمية البشرية                                      | 0.885                                                     | 0.391                                        |
| رمز المكالمات الدولي                                      | +43                                                       | +291                                         |
| رمز الإنترنت                                              | .at                                                       | .er                                          |
| المنطقة الزمنية                                           | توقيت وسط أوروبا، ت ع م+01:00، ت ع م+02:00، أوروبا/فيينا ‏ | ت ع م+03:00                                  |

## منظمات دولية مشتركة
يشترك البلدان في عضوية مجموعة من المنظمات الدولية، منها:
| علم المنظمة | اسم المنظمة                        | تاريخ انضمام النمسا | تاريخ انضمام إريتريا |
| ----------- | ---------------------------------- | ------------------- | -------------------- |
|             | مؤسسة التمويل الدولية              | 28 سبتمبر 1956      | 11 أكتوبر 1995       |
|             | منظمة حظر الأسلحة الكيميائية       | ?                   | ?                    |
|             | البنك الإفريقي للتنمية             | ?                   | ?                    |
|             | يونسكو                             | 13 أغسطس 1948       | 2 سبتمبر 1993        |
|             | الأمم المتحدة                      | 14 ديسمبر 1955      | 28 مايو 1993         |
|             | الاتحاد الدولي للاتصالات           | 1866                | 6 أغسطس 1993         |
|             | منظمة الشرطة الجنائية الدولية      | ?                   | ?                    |
|             | البنك الدولي للإنشاء والتعمير      | 27 أغسطس 1948       | 6 يوليو 1994         |
|             | الاتحاد البريدي العالمي            | ?                   | ?                    |
|             | مؤسسة التنمية الدولية              | 28 يونيو 1961       | 6 يوليو 1994         |
|             | وكالة ضمان الاستثمار متعدد الأطراف | 16 ديسمبر 1997      | 10 سبتمبر 1996       |

## وصلات خارجية
- موقع وزارة الخارجية النمساوية